# Kožnatka Steindachnerova
Kožnatka Steindachnerova (Palea steindachneri) je ohrožený druh želvy z čeledi kožnatkovití. Vyskytuje se v Asii. Jde o jediného zástupce rodu Palea.

## Etymologie
Druhové jméno steindachneri má na počest rakouského herpetologa Franze Steindachnera. 

## Popis
Samice této sladkovodní želvy dosahují délky až 44,5 cm, zatímco samci dosahují pouze 36 cm. Samci však mají delší ocas než samice.

## Výskyt
Pochází z jihovýchodní Číny, Laosu a Vietnamu. Byla zavlečena na Havaj a Mauricius.

## Ohrožení
Je ohrožena kvůli pytláctví. Každý rok se na želvích farmách v Číně a Vietnamu vylíhne několik tisíc mláďat, která jsou později využívána v medicíně a konzumována.